# Dama con una flor en el cabello (El Greco)
Dama con una flor en el cabello es una obra excepcional dentro del corpus pictórico de Doménikos Theotocópuli  —el Greco— porqué, dentro del escaso número de sus retratos femeninos, éste es el único que está firmado y cuya autoría es unánimemente reconocida.

## Temática de la obra
Sánchez Cantón cree que la dama podría ser Alfonsa de los Morales, la primera esposa de Jorge Manuel Theotocópuli, nuera del Greco y la mujer que borda en el cuadro La Familia de El Greco (catálogo Wethey X-166),
En este caso, la fecha de la pintura se podría situar en 1603, cuando tuvo lugar el enlace entre Jorge Manuel y Alfonsa de los Morales.

## Análisis de la obra

#### Datos técnicos y registrales
- Colección privada. Antiguamente en la colección Rothermere (Londres);
- Pintura al óleo sobre lienzo;
- Dimensiones: 50 x 42 cm.;
- Datación: circa 1603.
- Firmado con letras griegas en cursiva, en la parte central derecha: δομήνικος θεοτοκóπολης (sic) ε'ποíει.
- Consta con el n º, 147 en el catálogo razonado de Harold Wethey. y con la referencia n º. 81 en el de Tiziana Frati.[5]

#### Descripción de la obra
La imprimación es marrón-rojiza, y el fondo de la pintura es de color marrón oscuro. El extraordinario tocado blanco, la gorguera y la pechera —también blancas— están pintadas con gran libertad y con un estilo ilusionista. El digno rostro hispánico, de labios ligeramente rojos, parece que nunca ha sido retocado. El Greco representa a una joven de aspecto inteligente y distinguido, vestida de negro, con los accesorios ya mencionados. El rostro está representado casi de frente, con unos ojos grandes y negros, y una expresión tranquila. En su cabello castaño, peinado sencillamente hacia arriba, luce como único adorno una flor blanca-verdosa de seis pétalos, con algunas hojas verdes.

## Procedencia
- General Meade;
- Stirling-Maxwell; Keir; Escocia;
- Viscount Rothermere Collection;
- Venta en Christie's, Londres:(Old Master Pictures, Sale 5103, 10 December 1993. [dostęp 2013-10-05] ).[7]